# مامی

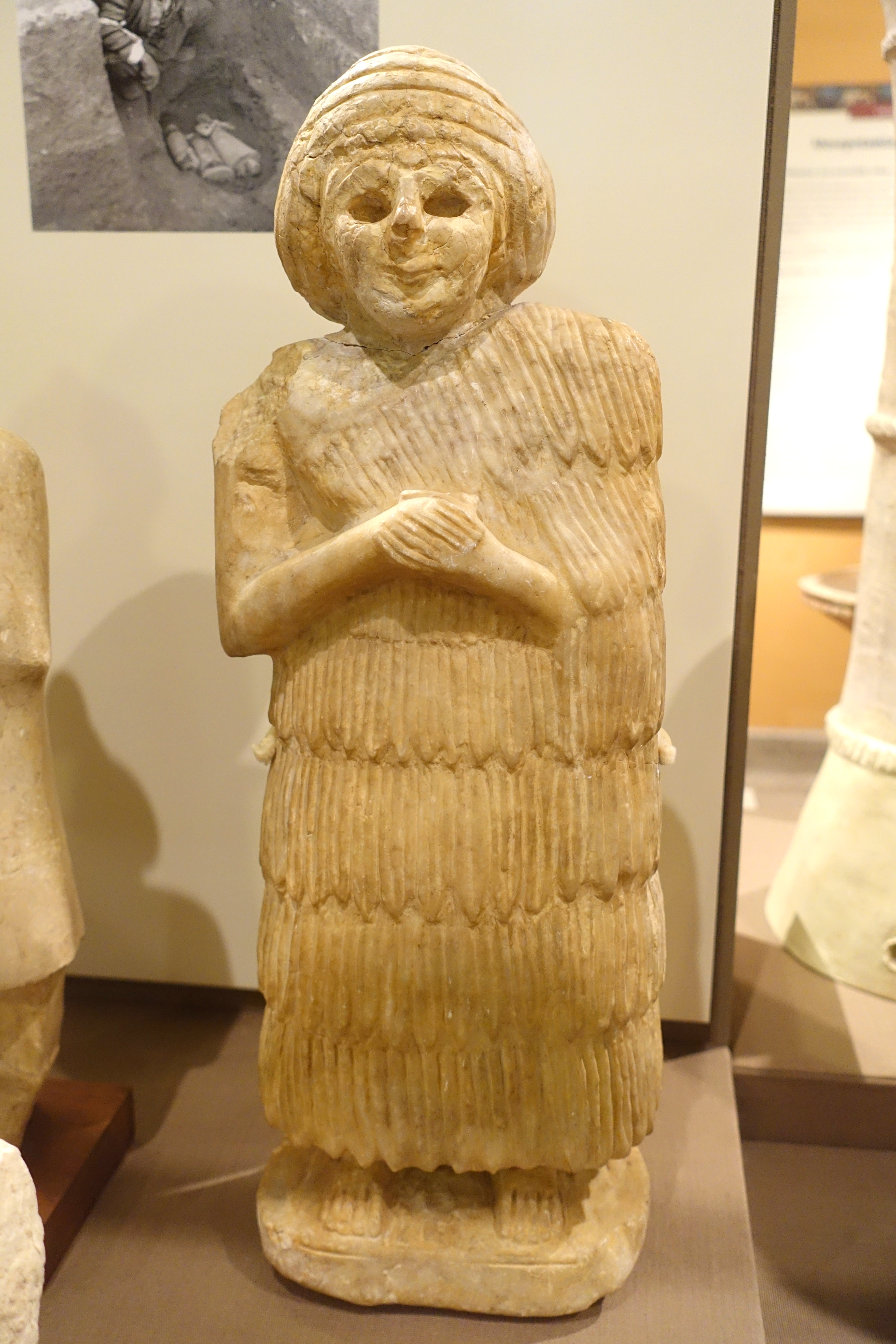
تندیسک گچی زنی پرستشگر از پرستشگاه نینتو، برای حدود ۲۶۰۰–۲۵۰۰ سال پیش از میلاد.

مامی ایزدبانویی در افسانه بابلی آترا-هاسیس و دیگر افسانه‌های آفرینش است. نقش او هم‌ارز با ارورو است. او در آفرینش آدم از خاک و خون نقش داشته‌است. همانگونه که در افسانه‌های نینتو آمده‌است او چهارده تکه خاک آغازین را خرد کرد و به ریخت خدایانِ در رحم درآورد که هفت تکه آن در سمت چپ و هفت تا در سمت راست با آجری بین آنها بود و هفت جفت نخست رویان (جنین) آدم‌ها ساخته شدند. احتمال دارد که او به هنگام پیشنهاد انکی که گفته بود یکی از خدایان را در بین خود کشته و از خون و گوشت آن خدا، آمیخته با خاک، در آفرینش آدم بهره برد، تبدیل به بلت ایلی ("معشوقه خدایان") شده باشد. او همچنین به نام نینتو (Nintu) نیز شناخته می‌شود. آرایه‌های جایگزین نام او همچنین ماما (Mama) و مامیتوم (Mammitum) هستند.